# 吳忠吉
吳忠吉（1946年9月16日—2008年10月30日），为台湾经济学家，國民黨推薦產生的國家通訊傳播委員會委員。畢業於國立台灣大學經濟系，曾任國立台灣大學經濟系教授、行政院消費者保護委員會委員、行政院經濟建設委員會諮詢委員、台灣經濟研究院研究顧問、台灣金融研訓院顧問。

## 生平
出生於台北市萬華大理街。民國五十四年以優異成績自成功高中卒業後，旋考入國立台灣大學法學院經濟學系就讀，表現傑出，乃寵蒙師長賞識，畢業後留校任教，七十六年榮升正教授，七十七年榮獲教育部大學暨獨立學院特優教師獎章。著述除《勞動經濟學》、《總體經濟學》和《教育經濟學》等著譯之書外。

## 争议
於2006年2月22日自台大經濟系借調至國家通訊傳播委員會擔任委員一職。2007年4月9日，行政院副秘書長陳美伶根據「行政院就許志雄政務委員等調查國家通訊傳播委員會委員涉及違法失職情事之處理結果新聞稿」指責國家通訊傳播委員會吳忠吉委員與劉孔中委員，未利益迴避用親友任司機，「顯已違反公職人員利益衝突迴避法、公務員服務法及國家通訊傳播委員會組織法等相關法令，其行為與獨立機關委員為保障其獨立行使職權，應具廉能之要求相違背，且不符人民之期待，違失情節重大，除依公職人員利益衝突迴避法規定移送監察院裁罰、繳回所得之財產上利益」，並於四月十日作成停職令，於四月十一日將停職令送達國家通訊傳播委員會，並於停職處分作出後次日發函請兩位委員於文到七日內陳述意見。然而，此次停職處分引起許多爭議，包括：司機聘任是否確實違反公務人員任用法第二十六條？行政程序處理上是否違反行政程序法第39及102條等相關爭議仍待釐清。

## 經歷
- 國立臺灣大學經濟系教授(1987年-)
- 國立政治大學勞工研究所兼任教授
- 國立臺灣師範大學政治學研究所博士班兼任教授
- 國立臺灣大學教務處註冊組主任(1985-1988)
- 中華民國消費者文教基金會董事兼副秘書長(1990年-1992年)
- 中華民國消費者文教基金會董事兼副董事長(1994年-1996年)
- 中華民國消費者文教基金會董事兼董事長(1996年-1998年)
- 中華民國消費者文教基金會名譽董事長(2000年-)
- 台灣經濟研究院研究顧問 (1989年-)
- 行政院消費者保護委員會委員 (1994年-)

## 外部連結
停職處分爭議細節請見：
- 行政院就許志雄政務委員等調查國家通訊傳播委員會委員涉及違法失職情事之處理結果新聞稿 [永久]
- 吳忠吉委員聲明稿 [永久]

相關法規參考：
- 行政程序法 [永久]
- 公務人員任用法